# Lưu Trường
Lưu Trường (chữ Hán: 劉長; 198-174 TCN) là hoàng tử và vua chư hầu nhà Hán trong lịch sử Trung Quốc.

## Thân thế
Lưu Trường là con thứ 7 của Hán Cao Tổ Lưu Bang và mỹ nhân họ Triệu. Ông là một trong số những người con của Lưu Bang ra đời sau khi Lưu Bang đã giành thiên hạ, lên ngôi hoàng đế (202 TCN).
Năm 199 TCN, Hán Cao Tổ đi đánh Hàn vương Tín qua nước Triệu, Triệu vương Trương Ngao - đồng thời là con rể của Cao Tổ - sai một mỹ nhân họ Triệu trong cung Triệu ra hầu hạ Lưu Bang. Sau khi Lưu Bang trở về kinh, Triệu vương Trương Ngao phát hiện Triệu mỹ nhân có mang, bèn đưa ra ngoài cung cho ở riêng.
Năm 198 TCN, thủ hạ của Triệu vương Ngao là Quán Cao thấy chủ bị Hán Cao Tổ khinh miệt bèn mưu sát vua Hán, dù Trương Ngao không đồng tình. Việc bại lộ, Hán Cao Tổ bèn giết các thủ hạ của Trương Ngao và phế truất Triệu vương Ngao. Những người thân thích của Triệu vương, trong đó có cả Triệu mỹ nhân bị bắt đưa về quận Hà Nội.
Em trai Triệu mỹ nhân là Triệu Kiêm muốn giải cứu cho chị, nên đến Trường An nhờ Tịch Dương hầu Thẩm Tự Cơ là người thân cận của Lã hậu tâu lên Lã hậu. Tuy nhiên Lã hậu vì ghen tuông nên không báo lại cho Lưu Bang biết việc một người phụ nữ đã có mang với vua. Thẩm Tự Cơ thấy Lã hậu ỉm việc đi không báo nên cũng không dám nói với Lưu Bang.
Ít lâu sau, Triệu mỹ nhân sinh ra Lưu Trường nhưng vẫn không được thừa nhận là vợ lẽ của Lưu Bang mà bị bức phải tự sát, còn Lưu Trường được đưa vào cung nuôi nấng.

## Giết Thẩm Tự Cơ
Năm 196 TCN, Hán Cao Tổ tiêu diệt Hoài Nam vương Anh Bố, lập Lưu Trường làm Hoài Nam vương. Lúc đó ông mới 2 tuổi.
Sau khi Hán Cao Tổ chết, Lã hậu chuyên quyền, giết nhiều người con vợ khác của Lưu Bang. Năm 180 TCN, Lã hậu qua đời. Các đại thần nhà Hán lập Đại vương Lưu Hằng lên ngôi, tức là Hán Văn Đế. Trong số các con của Lưu Bang lúc đó chỉ còn Văn Đế và Lưu Trường. Văn Đế phong cậu của Lưu Trường là Triệu Kiêm làm Chu Dương hầu.
Hoài Nam vương Lưu Trường lớn lên có thân hình cao lớn lực lưỡng, có thể nhấc đỉnh đồng quá đầu. Nhưng ông kiêu ngạo không biết giữ lễ phép; Văn đế nhiều lần tha tội nhưng Trường không sửa đổi, vẫn phạm điều cấm, gọi vua bằng "anh", ngồi trộm xe vua.
Lưu Trường vẫn rắp tâm thù Tịch Dương hầu Thẩm Tự Cơ, cho rằng Tự Cơ đã không làm hết bổn phận của người hầu hạ trong cung nên mới dẫn đến cái chết của mẹ mình.
Tháng 4 năm 177 TCN, Lưu Trường lên kinh đô Trường An yết kiến Văn Đế. Nhân dịp đó, ông cùng thủ hạ Ngụy Kính đến phủ Tịch Dương hầu gọi Thẩm Tự Cơ ra gặp mặt. Khi Tự Cơ ra ngoài, Lưu Trường rút chùy đồng đeo bên người ra đánh vào đầu Tự Cơ. Tự Cơ vỡ đầu chết tại chỗ, Lưu Trường sai Ngụy Kính cắt đầu rồi tự mình đánh xe đến cửa hoàng cung, cởi trần tự thú với Văn Đế và kể tội Thẩm Tự Cơ dưới thời Lã hậu để có lý do giết Tự Cơ báo thù cho mẹ.
Việc Lưu Trường giết đại thần giữa ban ngày khiến nhiều người hoảng sợ và bất bình. Hán Văn Đế nể tình anh em nên không trị tội đó của Lưu Trường. Từ đó trong triều nhiều người sợ ông.

## Coi thường vương pháp
Trước sự ngang tàng của Lưu Trường, Văn đế chỉ xuống chiếu khiển trách, nhờ cậu là Bạc Chiêu khuyên bảo. Tuy nhiên Lưu Trường vẫn không nghe, lại có ý coi thường Văn Đế.
Khi Lưu Trường bị ốm, Văn Đế sai sứ giả mang quà tới hỏi thăm. Ông từ chối không nhận và còn từ chối không tiếp sứ giả. Sau đó có lực lượng nổi loạn ở Lư Giang, quân Hoài Nam của Lưu Trường dẹp được loạn. Văn Đế sai sứ đến thăm hỏi và động viên, tặng ông 5000 súc gấm để thưởng cho quân sĩ. Nhưng Lưu Trường lại từ chối thẳng thừng và tuyên bố:
Ở đây không có ai nghèo!
Ông tự mình áp dụng luật lệ riêng ở Hoài Nam, không tuân theo pháp luật của triều đình; tự ý gán tội cho người khác để trị tội, ngược lại thu dụng những người lưu vong, tù nhân bỏ trốn, cất nhắc làm quan Nội hầu hưởng lương 2000 thạch - điều này quá quyền hạn của vua chư hầu.

## Tự sát
Năm 174 TCN, Lưu Trường gợi ý cho Khai Chương khởi loạn, lại sai sứ đi câu kết với Hung Nô và Mân Việt để làm phản. Âm mưu bị bại lộ, Lưu Trường bị bắt. Các quan trong triều khuyên Văn Đế xử phanh thây nhưng Văn Đế vì tình anh em không nỡ làm. Các quan lại xin phế truất ngôi vương và đày ra Nghiêm Đạo. Văn Đế chấp thuận.
Trên đường áp giải ra Nghiêm Đạo, ông tuyệt thực và tự sát. Năm đó Lưu Trường 24 tuổi.
Những người áp giải ông không dám mở xe ra xem. Mãi khi đến huyện Ung, họ mới phát hiện là ông đã chết.
Hán Văn Đế vốn muốn đày Lưu Trường để răn đe, nghe tin ông tự sát, rất thương tiếc, liền truy tặng ông là Hoài Nam Lệ vương; sau đó chia nước Hoài Nam cũ làm 3, phong cho con ông là Lưu An làm Hoài Nam vương, hai người con khác làm Hành Sơn vương và Lư Giang vương.